# Eclissi solare del 7 settembre 1858
L'Eclissi solare del 7 settembre 1858, di tipo totale, è un evento astronomico che avrà luogo il suddetto giorno con centralità attorno alle ore 14:09 UTC. L'evento è stato visibile in tutto il sud America.
L'eclissi ha avuto un'ampiezza massima di 85 chilometri e una durata un minuto e 50 secondi. L'eclissi del 7 settembre 1858 divenne la seconda eclissi solare nel 1858 e la 142ª nel XIX secolo. La precedente eclissi solare si è verificata il 15 marzo 1858, la seguente il 3 febbraio 1859.

## Osservazioni documentate
L'esploratore e botanico francese Emmanuel Liais osservò e riprese l'eclissi dal Brasile. Lias fu inviato dall'imperatore Pietro II del Brasile che costituì una Commissione Astronomica per studiare il fenomeno nella città di Paranaguá, nello stato brasiliano di Paraná.

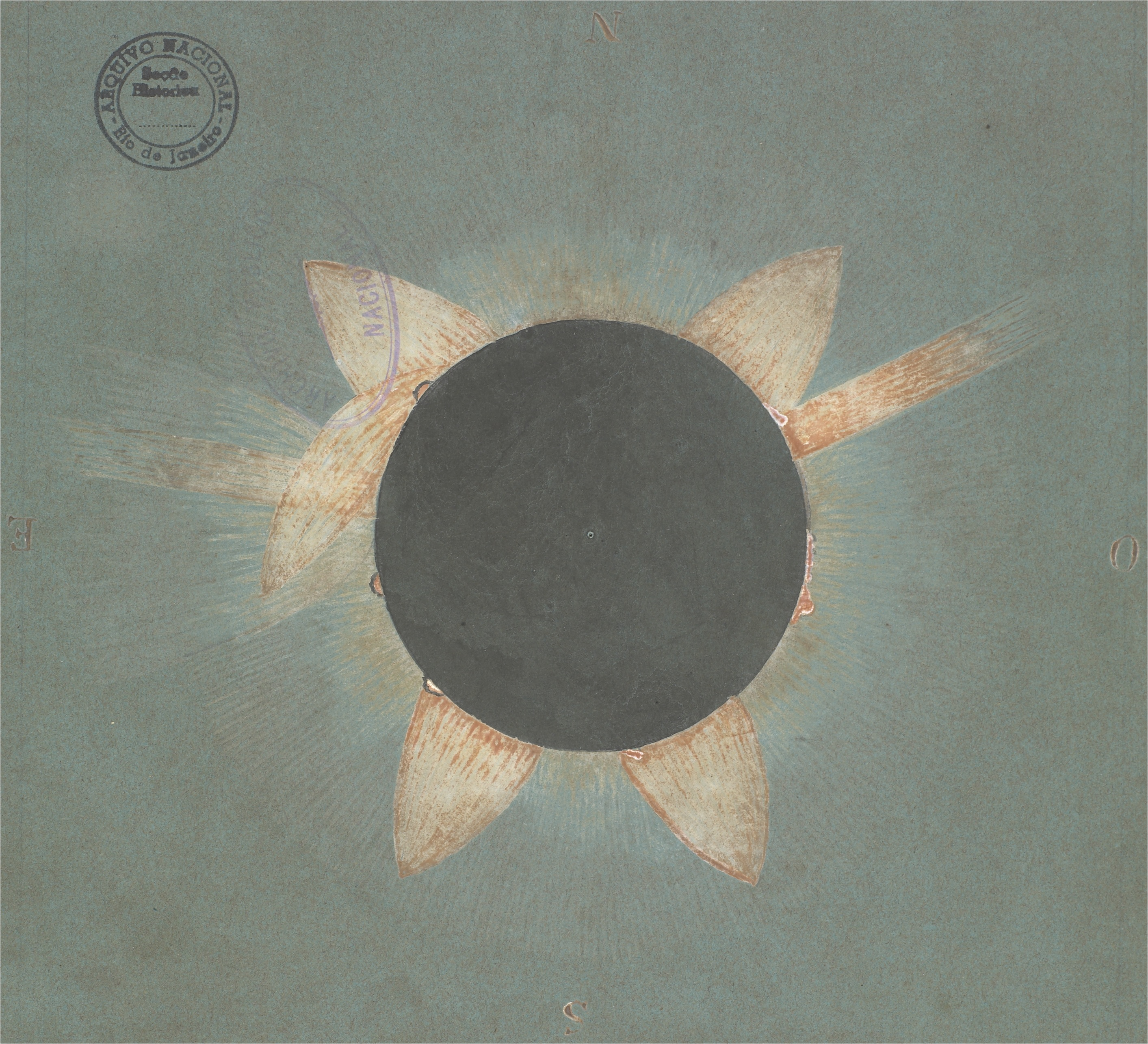
Illustrazione dell'eclissi solare del 7 settembre 1858 ripresa da Liais

## Eclissi correlate

### Ciclo di Saros 142
L'evento fa parte del ciclo di Saros 142, che si ripete ogni 18 anni, 11 giorni, contenente 72 eventi. La serie è iniziata con un'eclissi solare parziale il 17 aprile 1624. Contiene un'eclissi ibrida il 14 luglio 1768 ed eclissi totali dal 25 luglio 1786 al 29 ottobre 2543. La serie termina al membro 72 con un'eclissi parziale il 5 giugno 2904. La durata più lunga della totalità sarà di 6 minuti e 34 secondi il 28 maggio 2291. Tutte le eclissi di questa serie si verificano nel nodo discendente della Luna.